# Ferrari F399
Ferrari F399 je Ferrarijev dirkalnik Formule 1, ki je bil v uporabi v sezoni 1999, ko so z njim dirkali Michael Schumacher, Eddie Irvine in Mika Salo, ki je zamenjal poškodovanega Schumacherja na šestih dirkah. Dirkalnik je zelo podoben svojemu predhodniku F300, z nekaj izboljšano aerodinamiko in drugimi manjšimi izboljšavami, zato je bil razmeroma zanesljiv, kar pričajo le trije odstopi v sezoni.
Čeprav je lov za dirkaškim naslovom, na katerega je moštvo čakalo že od sezone 1979, uničila Schumacherjeva poškodba na Veliki nagradi Velike Britanije, pa je Ferrari s šestimi zmagami uspel osvojiti konstruktorski naslov, prvi po sezoni sezone 1983.
Dirkalnik F399 je nastopil na šestnajstih dirkah, od tega na šestih zmagal, na treh osvojil najboljši štartni položaj, na šestih dosegel najhitrejši krog in zbral 126 prvenstvenih točk. Za sezono 2000 ga je nasledil model F1-2000.

## Popolni rezultati Formule 1
(legenda) (Odebeljene dirke pomenijo najboljši štartni položaj)
| Leto | Moštvo  | Motor           | Gume | Dirkači            | 1   | 2   | 3   | 4   | 5   | 6   | 7   | 8   | 9   | 10  | 11  | 12  | 13  | 14  | 15  | 16  | Toč | Prv. |
| ---- | ------- | --------------- | ---- | ------------------ | --- | --- | --- | --- | --- | --- | --- | --- | --- | --- | --- | --- | --- | --- | --- | --- | --- | ---- |
| 1999 | Ferrari | Ferrari 048 V10 | B    |                    | AVS | BRA | SMR | MON | ŠPA | KAN | FRA | VB  | AVT | NEM | MAD | BEL | ITA | EU  | MAL | JAP | 128 | 1.   |
| 1999 | Ferrari | Ferrari 048 V10 | B    | Michael Schumacher | 8   | 2   | 1   | 1   | 3   | Ret | 5   | DNS | Inj | Inj | Inj | Inj | Inj | Inj | 2   | 2   | 128 | 1.   |
| 1999 | Ferrari | Ferrari 048 V10 | B    | Mika Salo          |     |     |     |     |     |     |     |     | 9   | 2   | 12  | 7   | 3   | Ret |     |     | 128 | 1.   |
| 1999 | Ferrari | Ferrari 048 V10 | B    | Eddie Irvine       | 1   | 5   | Ret | 2   | 4   | 3   | 6   | 2   | 1   | 1   | 3   | 4   | 6   | 7   | 1   | 3   | 128 | 1.   |